# Cala Violina
Cala Violina è una caletta della Maremma Grossetana, nel territorio comunale di Scarlino, che si apre sul mar Tirreno all'interno della riserva naturale delle Bandite di Scarlino.
La caletta è racchiusa tra i due promontori di Punta Martina a nord, che la divide da Cala Martina, e di Punta Le Canne a sud. La sabbia bianca che caratterizza la spiaggia ha anche conferito il nome alla cala, in riferimento ai suoni che essa "emette" quando viene calpestata da chi l'attraversa, in assenza di fonti sonore di rilievo. È raggiungibile a piedi attraverso un percorso di 30 minuti all'interno del bosco limitrofo al mare. Dal 1º giugno al 30 settembre solo su prenotazione (700 posti al giorno).